# Monte Carmelo (Minas Gerais)
Monte Carmelo é um município brasileiro do estado de Minas Gerais. De acordo com o censo realizado em 2022 sua população era de  47 692 habitantes.
A principal atividade econômica da cidade é a produção de telhas, tijolos, artefatos cerâmicos e também é destaque na produção de curtume e de embalagens e ainda na produção de café. O município, juntamente com Araguari, Uberaba e Patrocínio, está no eixo de destaque da produção de café no Cerrado para exportação, no Brasil.[carece de fontes?]

## História
A escolha da localidade se deu quando os bandeirantes estavam desbravando a região e como aqui é longe da costa onde havia gente, ou seja, mercado consumidor e fácil exportação, eles então estavam procurando alguma mercadoria que poderiam explorar e carregar facilmente para vender ou trocar.

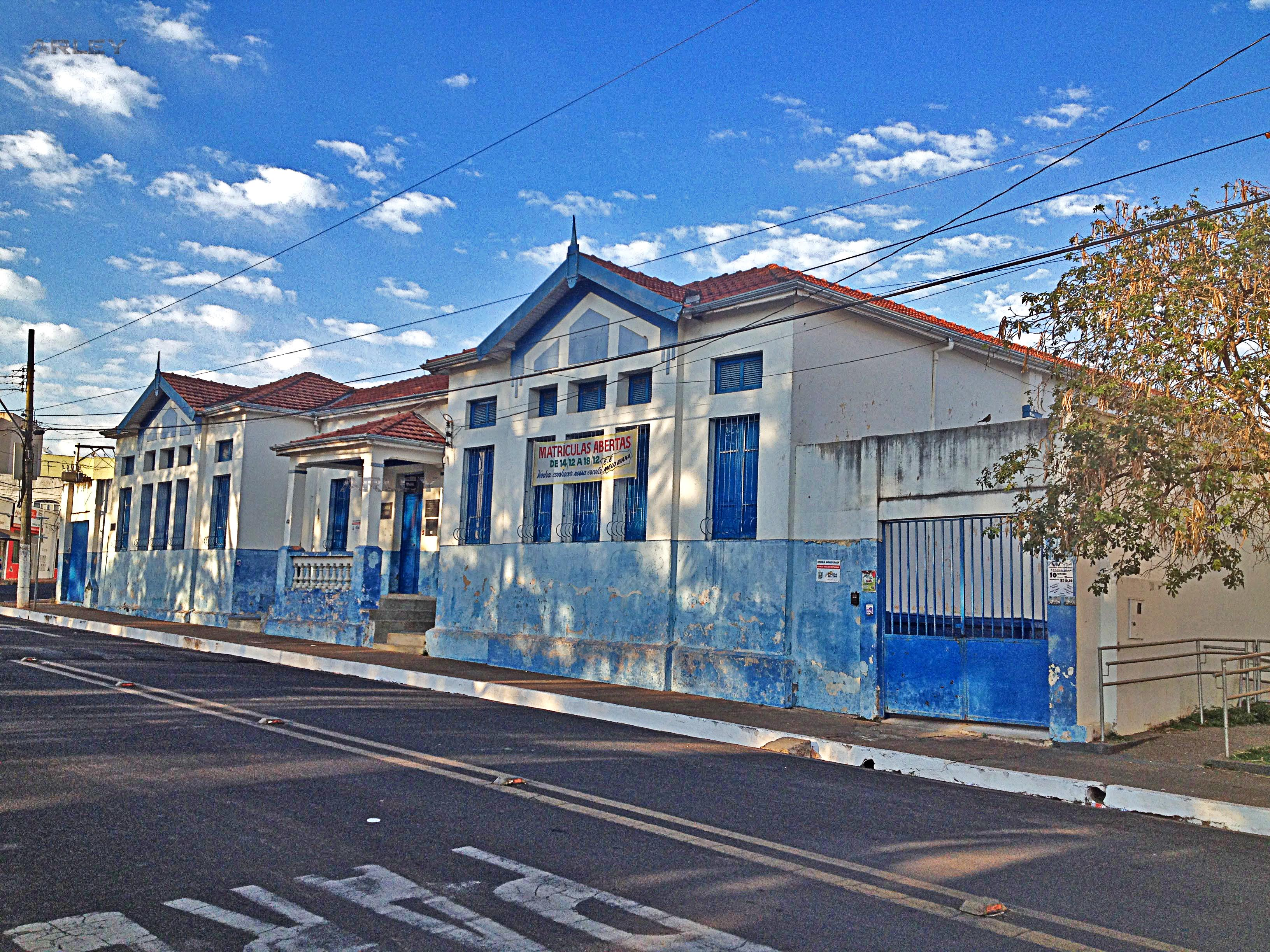
Colégio no centro de Monte Carmelo MG

Na época a região de Estrela do Sul, era conhecida pelo Rio Bagagem, onde as lavadeiras da região achavam diamantes na "flor d'água" e os bandeirantes como bons exploradores que eram, chegavam na região e conversavam com os moradores e esta história foi contada a eles. Então começaram a exploração onde já era o município de Bagagem (hoje Estrela Do Sul). Após o começo da exploração de diamantes o povoado cresceu rapidamente e conseqüentemente desorganizado e cheio de aventureiros e pessoas sem boa indole.

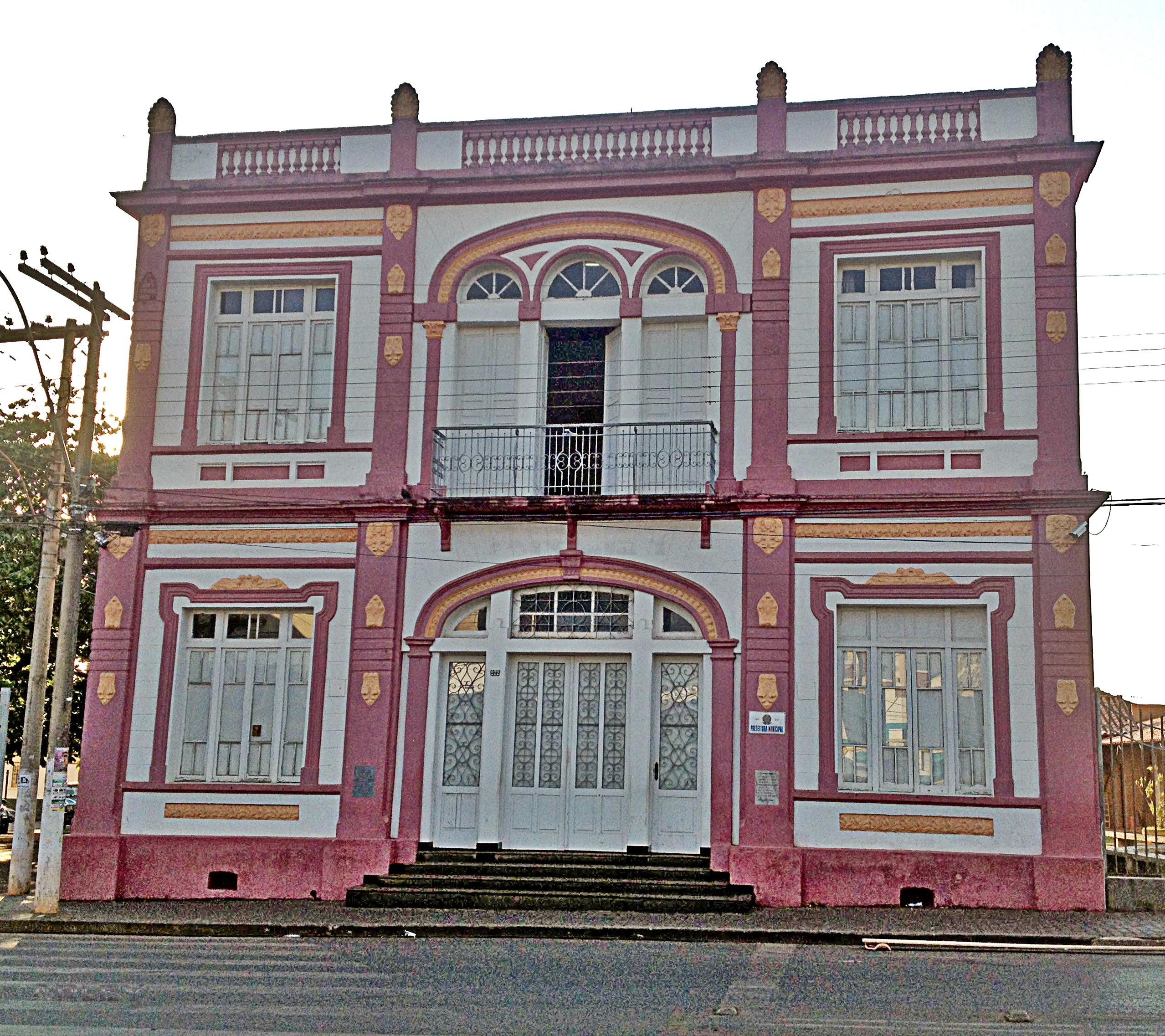
Prefeitura histórica de Monte Carmelo MG

Os bandeirantes queriam encontrar um lugar um pouco afastado de Bagagem onde eles poderiam trazer suas famílias e então chegando na região onde hoje é Monte Carmelo, viram dois córregos (Mumbuca e Olaria) que possuíam boa quantidade e qualidade de água. Então as famílias foram povoando a região e passou a se chamar Carmo do Bagagem, um distrito ligado a Bagagem, todas as decisões e a administração do povoado estava subordinado a Bagagem.
O nome veio quando uma comitiva de carmelitas chegou na região e o povo queria mudar o nome da cidade que já não mais pertencia a Bagagem, mas por outro lado, não queriam que mudasse muito e estas carmelitas identificaram um morro (hoje conhecido como Igrejinha) que parecia com um morro de Israel chamado de Monte Carmel (carmel em árabe significa uvas de Deus).
A padroeira da cidade é Nossa Senhora do Carmo e a paróquia foi erguida em 1870.

### 1840: Início da povoação por garimpeiros
Os primeiros movimentos que deram origem ao povoado tiveram início em 1840.
Diversos moradores de São João del-Rei e Tamanduá (Itapecerica) e de outras cidades do pais, atraídos pela descobertas de garimpos diamantíferos em Bagagem (Estrela do Sul) e depois em Nossa Senhora D’Abadia de Água Suja (Romaria), migraram para Monte Carmelo.
Por causa do ambiente dos garimpos, pouco recomendado à famílias e ainda, devido ao clima saudável e excelente água dessa região, estes pioneiros, deixavam aqui suas famílias e se dirigiam para os garimpos à cata de diamantes. Assim formou-se o povoado.

### Fundadora: Clara Chaves
Contam os primeiros habitantes que nesta região havia uma fazendeira chamada Clara Chaves. Dona Clara era muito devota de Nossa Senhora do Carmo. Por isso, doou a área de uma légua quadrada (6 km x 6 km) à Nossa Senhora do Carmo, região onde estavam localizadas as famílias dos garimpeiros, para que aí se construísse uma capela em louvor à Santa. Nesta área iniciou o povoado, que pertenceu à freguesia de Araxá e posteriormente à de Patrocínio.

### 1870: Freguesia e ou Povoado de Carmo da Bagagem
Em 14 de setembro de 1870, o distrito de Bagagem emancipou-se eclesiasticamente de Patrocínio, tornando-se paróquia. Com isso, a freguesia de Nossa Senhora do Carmo também se desmembrou daquela paróquia, anexando-se à recém-criada paróquia da Bagagem, com denominação de arraial ou povoado de Carmo da Bagagem.

### 1882: Vila
Em 6 de outubro de 1882 pela lei provincial nº 2.927 a freguesia do Carmo da Bagagem foi levada à categoria da Vila.

### 1891: Confirmação do Distrito
Em 14 de setembro de 1891, pela lei estadual nº 2 é confirmado a criação do distrito.

### 1892: Elevação à categoria de cidade
Em 24 de maio de 1892, por força da Lei estadual nº 23, Carmo da Bagagem é elevada à cidade.

### 1893: Instalação Solene da Comarca
A Comarca foi criada pela lei estadual nº 11 de 13 de novembro de 1891, sendo instalada solenemente em 4 de abril de 1893, por Dr. Tito Fulgêncio Alves Pereira, seu primeiro Juiz de Direito, que se tornou um dos maiores nomes da magistratura mineira.

### 1896: Limites com Patrocínio
Em 1896 a comarca do Carmo da Bagagem estabelece seus limites com Patrocínio.

### 1900: Mudança de Nome
Em 25 de junho de 1900 pela lei estadual nº 286, Carmo da Bagagem passou a denominar-se Monte Carmelo.
O nome da cidade tem sua origem num monte situado próximo à sede, o qual se chama Monte Carmelo, devido sua semelhança com Monte Carmelo, morro existente na Palestina, perto de Nazareth.Esse morro nos arredores da cidade tem no seu cume uma capelinha em homenagem a São José. Todo ano no dia 19 de março, celebra-se uma missa na capelinha.

### 1900: Formação administrativa
Nessa ocasião o município de Monte Carmelo abrangia cinco distritos de paz: Monte Carmelo (sede), Nossa Senhora D’Abadia de Água Suja, São Sebastião da Ponte Nova e Espírito Santo do Cemitério (Iraí de Minas), Santa Cruz do Boqueirão (Doradoquara).

### 1923: Criação ao Distrito de Douradoquara
Perdeu o distrito da sede parte de seu território com a criação do Distrito de Doradoquara (Ex-Santa Cruz do Boqueirão) o qual continuou a pertencer ao município contando com 5 distritos: Monte Carmelo (sede), Doradoquara, Iraí, Nossa Senhora D’Abadia de Água Suja, São Sebastião da Ponte Nova.

### 1938: Extinção do Distrito de São Sebastião da Ponte Nova
Pela Lei Estadual nº 148 de 17 de dezembro de 1938 o distrito de São Sebastião da Ponte Nova foi anexado ao recém-criado município de Nova Ponte, ficando o município composto apenas de 4 distritos: Monte Carmelo, Água Suja, Iraí e Doradoquara.

### Mudança de denominação
- 1944: O Distrito de Iraí passou a denominar-se Bagagem.
- 1954: O Distrito de Bagagem voltou a chamar-se Iraí sendo-lhe acrescentado a esse nome a especificação – de Minas, ou seja, Iraí de Minas.

### 1963: Emancipação Política dos Distritos
Em 31 de dezembro de 1963 o município perdeu os distritos de Romaria (Ex-Água Suja), Iraí de Minas e Doradoquara, que passou a chamar-se Douradoquara.
Os mesmos tornaram-se sede de novos municípios pela divisão administrativa do Estado de Minas Gerais publicada no Órgão Oficial daquele dia.
Assim, o município de Monte Carmelo ficou com os distritos de Celso Bueno, Gonçalves, Buritis, Associação ACAPIM e Folhados.

## Geografia

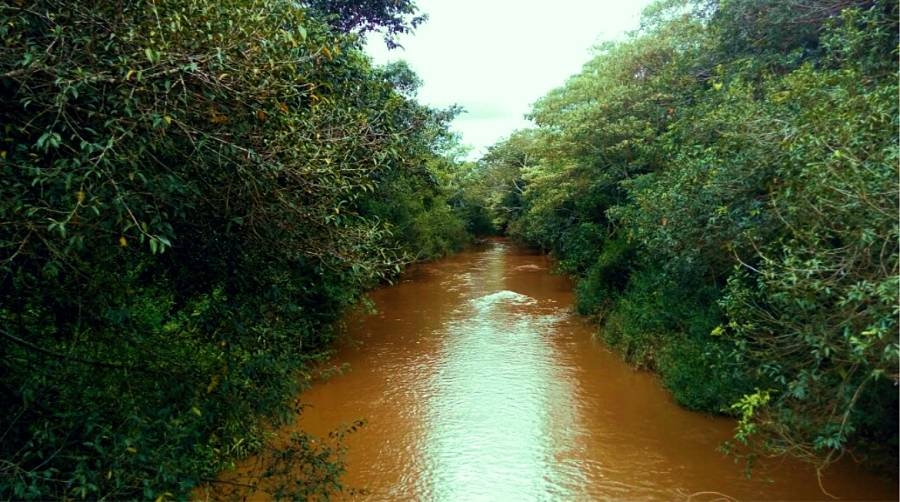
Rio Perdizes

O município integra o circuito turístico do Triângulo Mineiro.

## Educação
A cidade conta com várias instituições de ensino:
- Seis escolas estaduais de ensino fundamental.
- Três escolas estaduais de ensino médio.
  - ESTADUAL
- Dois colégios particulares com ensino fundamental e médio.
  - COC
- Três instituições de Ensino Superior particular
  - FUCAMP
  - UNIPAC
- Uma instituição de Ensino Superior pública
  - UFU

## Campus da UFU
Em Monte Carmelo, está localizado um dos campi da Universidade Federal de Uberlândia, denominado Campus Monte Carmelo, inaugurado no primeiro semestre de 2011. São ministrados os cursos de bacharelado em Agronomia, Engenharia de Agrimensura e Cartográfica, Sistemas de Informação, Geologia e Engenharia Florestal.
Os cursos são oferecidos gratuitamente, após seleção pelo SiSU (ENEM), pelo vestibular tradicional composto de duas fases (sendo a primeira composta por questões fechadas e a segunda por questões abertas e redação), ou por preenchimento de vagas ociosas.

## Acessos
- Principais rodovias que servem de acesso a Belo Horizonte: BR-381, BR-262, MG-187, MG-230, BR-365, MG-223, MG-190
- Principais rodovias que servem ao município:  MG-223, MG-190, BR-365, BR-352

Entre 1937 e início dos anos 1990, o município era também servido pela Linha Tronco da antiga Rede Mineira de Viação, que ligava-o às cidades de Araguari, Goiandira e Angra dos Reis, sendo responsável pelo transporte de minérios e de passageiros. Porém, devido a construção de uma represa no Rio Parnaíba, que aproveitava parte de seu trajeto final e da inauguração de uma variante próxima pela antiga Rede Ferroviária Federal (RFFSA) que encurtava o caminho até Araguari, fez com que este trecho da ferrovia que cortava a cidade fosse desativado.  

Os últimos trens de passageiros que seguiam a cidade de Ibiá, realizaram suas últimas paradas em Monte Carmelo no ano de 1989. No início dos anos 90, os trilhos foram retirados da cidade. 